# Marcel Dadjo
Pour les articles homonymes, voir Dadjo.
Marcel Dadjo, né le 4 janvier 1925 à Savè, au Dahomey (actuel Bénin) et mort le 11 juin 1990 à Montfermeil, en France, est un ingénieur des travaux publics, homme politique et diplomate béninois.

## Biographie

### Naissance et études
Marcel Dadjo naît le 4 janvier 1925 à Savè au Dahomey. Il commence ses études à l'École primaire supérieure Victor-Ballot à Porto-Novo et les poursuit, d'abord à Dakar au Sénégal, puis à Paris en France où il obtient, en 1952, un diplôme d'ingénieur de l'École spéciale des travaux publics. 

### Carrière professionnelle et politique
Le 9 mars 1953, par arrêté du secrétaire d'État à la France d'outre-mer, Henri Caillavet, Marcel Dadjo est nommé sur titres, ingénieur adjoint de 4ème classe stagiaire des travaux publics de la France d'outre-mer. Il travaille ensuite pendant cinq ans à Abidjan en Côte d'Ivoire avant de rentrer au Dahomey en début d'année 1958 où il est nommé, dès le 18 février, ministre des Travaux publics, par Sourou Migan Apithy, vice-président du Conseil de gouvernement.
Inscrit sur la liste de la formation de ce dernier, le Parti républicain dahoméen, il est élu député lors des élections législatives de 1959 et siège à l'Assemblée nationale jusqu'en octobre 1963. Il est également conseiller général du département du Centre d'avril 1960 à septembre 1964,. 
Marcel Dadjo demeure ministre des Travaux publics jusqu'au 26 mai 1959, date à laquelle il est remplacé, lors d'un remaniement ministériel, par Moébi Lassissi. Il perd son portefeuille mais conserve une place au sein du gouvernement en étant désigné ministre des Transports et des Télécommunications,. Il récupère, le 2 novembre 1960, le ministère des Travaux publics cumulativement avec ses fonctions précédentes mais quitte finalement le gouvernement le 29 décembre suivant, remplacé par Victorien Gbaguidi,.
Marcel Dadjo retrouve rapidement une haute fonction publique ; il est choisi, à l'issue du Conseil des ministres du 28 février 1961, pour être l'ambassadeur du Dahomey auprès de la République fédérale d'Allemagne,. Il s'agit de la première représentation diplomatique dahoméenne en Europe depuis l'accession à l'indépendance et la troisième sur la scène internationale, après la France en octobre 1959 et les États-Unis en décembre 1960,. Marcel Dadjo devient également, le 30 octobre 1961, le premier ambassadeur du Dahomey auprès de la Communauté économique européenne. Émile Poisson prend sa suite le 14 novembre 1962,. Près d'un an et demi plus tard, Marcel Dadjo quitte Bonn après avoir présenté sa démission à Sourou Migan Apithy. Nicolas Ewagnignon le succède. 
Marcel Dadjo est remis à la disposition du ministère de la Fonction publique, du Travail et des Affaires sociales à compter du 1er juin 1964. Il rentre au Dahomey et est nommé chef du service de l'urbanisme et de l'habitat. Le 22 décembre 1965, le général Christophe Soglo prend le pouvoir de force pour la seconde fois et dissout les institutions nationales. Il forme deux jours plus tard son gouvernement et redonne une fonction ministérielle à Marcel Dadjo en lui attribuant les ministères des Travaux publics, des Transports, des Postes et Télécommunications à la place de Moébi Lassissi. En tant que ministre des Transports, il est administrateur de la compagnie aérienne Air Afrique et de l'Agence pour la sécurité de la navigation aérienne en Afrique et à Madagascar.
Marcel Dadjo conserve ses attributions lors des remaniements gouvernementaux des 30 et 31 décembre 1966, et du 30 mars 1967,. Par contre, lors de celui du 16 mai 1967, il ne garde que le portefeuille des Travaux publics et ce, jusqu'à qu'un groupe de militaires renverse Christophe Soglo le 17 décembre 1967 et s'empare du pouvoir.
À la suite de ce putsch, Marcel Dadjo part s'installer un temps en France.

#### Entrée dans le monde musical
Revenu dans son pays, Marcel Dadjo se lance dans les affaires. Au début des années 70, il cofonde la Société africaine des techniques électroniques (SATEL) et devient le président directeur général de cette société anonyme au capital de 15 millions francs CFA dont le siège social est à Cotonou,. La SATEL a pour vocation d'éditer, de fabriquer et de vendre des enregistrements commerciaux sur vinyles et cassettes audio,. Elle possède son propre studio d'enregistrement et un équipement de pressage de disques phonographiques. 
Longtemps le seul studio analogique d’Afrique, des artistes comme Sam Fan Thomas, Salif Keïta ou encore l'Orchestre Poly-Rythmo de Cotonou y enregistrent leurs albums. D'ailleurs, grâce à ses moyens techniques et technologiques, la SATEL permet à un grand nombre d'artistes de diffuser ses œuvres à la radio et à la télévision et de les vendre sur l'ensemble du territoire national, ainsi qu'à l'export.
À cette époque, afin d'encourager les entrepreneurs à créer, investir et se developper au Dahomey, l'État accorde des avantages fiscaux à ces derniers ; c'est donc, sous conditions à respecter et sur des périodes déterminées, que la SATEL obtient du gouvernement, notamment en mai 1973 et en décembre 1984, des facilités concernant particulièrement les taxes douanières, la taxe sur le chiffre d'affaires et l'impôt sur les bénéfices.
Si la SATEL est une entreprise « très avant-gardiste » dans le domaine du disque, comme la définit Issa Kpara, directeur de la Culture populaire du Bénin dans les années 80, et « qui reçoit des demandes de productions émanant de plusieurs horizons d'Afrique », elle n'en demeure pas moins être mise en difficulté par une forte concurrence déloyale venue du Nigeria qui exporte des supports audios contrefaits à moindres prix.

### Décès
Marcel Dadjo, meurt le 11 juin 1990 à Montfermeil en France, à l'âge de 65 ans.

## Distinctions
- Commandeur de l'ordre national du Dahomey (1963)[30].
- Grand officier de l'ordre national du Dahomey (1967)[31].